# Рогглісвіль
Рогглісвіль (нім. Roggliswil) — громада  в Швейцарії в кантоні Люцерн, виборчий округ Віллізау.

## Географія
Громада розташована на відстані близько 45 км на північний схід від Берна, 37 км на північний захід від Люцерна.
Рогглісвіль має площу 6,2 км², з яких на 6,3% дозволяється будівництво (житлове та будівництво доріг), 66,2% використовуються в сільськогосподарських цілях, 27% зайнято лісами, 0,5% не є продуктивними (річки, льодовики або гори).

## Демографія
2019 року в громаді мешкало 698 осіб (+10,8% порівняно з 2010 роком), іноземців було 6,9%. Густота населення становила 112 осіб/км².
За віковим діапазоном населення розподілялося таким чином: 22,2% — особи молодші 20 років, 64,5% — особи у віці 20—64 років, 13,3% — особи у віці 65 років та старші. Було 276 помешкань (у середньому 2,5 особи в помешканні).
Із загальної кількості 328 працюючих 74 було зайнятих в первинному секторі, 122 — в обробній промисловості, 132 — в галузі послуг.